# 米切·漢科斯
米切尔·約翰·"米切"·漢科斯（英語：Mitchell John "Mitch" Hancox；1993年11月9日—）是一位英格蘭足球運動員，在場上的位置是左後衛。他現在效力於英格蘭足球乙級聯賽球隊索利赫爾摩爾。

## 球員生涯
漢科斯在8嵗時就加入伯明翰青訓學院.。他自小就是伯明翰球迷，最仰慕的球員為马丁·格兰杰、杰夫·肯纳和斯坦·拉扎里迪斯。在他15歲還是學生的年代，就已經在伯明翰預備隊比賽。2010年7月，他獲得球會提供的兩年獎學金，於是離開學校專注足球事業。
漢科斯在一隊首次上場是2011–12年歐洲聯賽資格賽次回合對國民體育會，以替補身份上場。2012年5月他簽下首份職業合約，為期六個月，並在新球季獲得一隊球衣號碼。
2012年10月6日首次在職業聯賽上場，對哈德斯菲尔德的比賽在80分鐘入替受傷的居迪斯·戴維斯。該比賽他司職左邊衛，伶保羅·羅賓遜的場上位置移到中後衛。數天後他的半年合約延長至一年。該球季他上場共20次，其中14次為先發上場，季後獲得一份三年新約。

## 外部連結
- 足球数据库：米切·漢科斯的球员统计数据
- Profile （页面存档备份，存于） at Birmingham City F.C. website